# Balticoroma
Balticoroma Wunderlich, 2004 è un genere di ragni fossili appartenente alla famiglia Comaromidae.
È l'unico genere della famiglia Comaromidae.

## Caratteristiche
Genere fossile risalente al Paleogene. I ragni sono costituiti da parti molli molto difficili da conservare dopo la morte; infatti i pochi resti fossili di aracnidi sono dovuti a condizioni eccezionali di seppellimento e solidificazione dei sedimenti.

## Distribuzione
La specie è stata rinvenuta in alcune ambre baltiche e di Bitterfeld.

## Tassonomia
In un lavoro dei paleontologi Weitschat & Wichard del 2002, un esemplare fossile è stato denominato Balticorma, un evidente refuso, e definito nomen nudum.
A febbraio 2015, di questo genere fossile sono note sette specie:
- Balticoroma damzeni Wunderlich, 2011h †, Paleogene
- Balticoroma ernstorum Wunderlich, 2004k †, Paleogene
- Balticoroma gracilipes Wunderlich, 2004k †, Paleogene
- Balticoroma reschi Wunderlich, 2004k[2] †, Paleogene
- Balticoroma serafinorum Wunderlich, 2004k †, Paleogene
- Balticoroma tibialis Wunderlich, 2004k †, Paleogene
- Balticoroma wheateri Penney et al., 2011 †, Paleogene